# Eliteserien 2024
La Eliteserien 2024 fue la 79.ª edición de la Eliteserien, la máxima categoría del fútbol de Noruega. La temporada comenzó el 31 de marzo y terminó el 1 de diciembre.

## Ascensos y descensos
La liga fue disputada por 16 equipos: los 13 mejores equipos de la temporada 2023; los 2 primeros de la Primera División de Noruega 2023 y el ganador de la promoción entre el décimo cuarto clasificado de la Eliteserien y el ganador de la eliminatoria de ascenso de la Primera División.
| Pos. | Descendidos de la Eliteserien 2023 |
| ---- | ---------------------------------- |
| 14.º | Vålerenga                          |
| 15.º | Stabæk                             |
| 16.º | Aalesunds                          |

| Pos. | Ascendidos de la Primera División 2023 |
| ---- | -------------------------------------- |
| 1.º  | Fredrikstad                            |
| 2.º  | KFUM Oslo                              |
| 4.º  | Kristiansund                           |

## Equipos participantes
Dieciséis equipos compitieron en la liga: los trece mejores equipos de la temporada anterior y tres equipos ascendidos de la Primera División. Los equipos ascendidos fueron Fredrikstad, KFUM Oslo y Kristiansund. Reemplazaron a Vålerenga, Stabæk y Aalesunds.
| Club             | Ciudad       | Estadio              | Capacidad |
| ---------------- | ------------ | -------------------- | --------- |
| Bodø/Glimt       | Bodø         | Aspmyra Stadion      | 8270      |
| Brann            | Bergen       | Brann Stadion        | 18 500    |
| Fredrikstad      | Fredrikstad  | Fredrikstad Stadion  | 12 560    |
| HamKam           | Hamar        | Briskeby Arena       | 7600      |
| Haugesund        | Haugesund    | Haugesund Stadion    | 8754      |
| KFUM             | Oslo         | KFUM Arena           | 1500      |
| Kristiansund     | Kristiansund | Kristiansund Stadion | 4444      |
| Lillestrøm       | Lillestrøm   | Åråsen Stadion       | 11 500    |
| Molde            | Molde        | Aker Stadion         | 11 800    |
| Odds             | Skien        | Skagerak Arena       | 11 767    |
| Rosenborg        | Trondheim    | Lerkendal Stadion    | 21 421    |
| Sandefjord       | Sandefjord   | Komplett.no Arena    | 6000      |
| Sarpsborg 08     | Sarpsborg    | Sarpsborg Stadion    | 8022      |
| Strømsgodset     | Drammen      | Marienlyst Stadion   | 8935      |
| Tromsø           | Tromsø       | Alfheim Stadion      | 6687      |
| Viking Stavanger | Stavanger    | Viking Stadion       | 16 300    |

## Desarrollo

### Tabla de posiciones
| Pos. | Equipo           | Pts. | PJ | G  | E  | P  | GF | GC | Dif. | Clasificación 2025-26                                |
| ---- | ---------------- | ---- | -- | -- | -- | -- | -- | -- | ---- | ---------------------------------------------------- |
| 1    | Bodø/Glimt (C)   | 62   | 30 | 18 | 8  | 4  | 71 | 31 | +40  | Play-off de la Liga de Campeones                     |
| 2    | Brann            | 59   | 30 | 17 | 8  | 5  | 55 | 33 | +22  | Segunda ronda clasificatoria de la Liga de Campeones |
| 3    | Viking Stavanger | 57   | 30 | 16 | 9  | 5  | 61 | 39 | +22  | Segunda ronda clasificatoria de la Liga Conferencia  |
| 4    | Rosenborg        | 53   | 30 | 16 | 5  | 9  | 52 | 39 | +13  | Segunda ronda clasificatoria de la Liga Conferencia  |
| 5    | Molde            | 52   | 30 | 15 | 7  | 8  | 64 | 36 | +28  |                                                      |
| 6    | Fredrikstad      | 51   | 30 | 14 | 9  | 7  | 39 | 35 | +4   | Primera ronda clasificatoria de la Liga Europa       |
| 7    | Strømsgodset     | 38   | 30 | 10 | 8  | 12 | 32 | 40 | −8   |                                                      |
| 8    | KFUM             | 37   | 30 | 9  | 10 | 11 | 35 | 36 | −1   |                                                      |
| 9    | Sarpsborg 08     | 37   | 30 | 10 | 7  | 13 | 43 | 55 | −12  |                                                      |
| 10   | Sandefjord       | 34   | 30 | 9  | 7  | 14 | 41 | 46 | −5   |                                                      |
| 11   | Kristiansund     | 34   | 30 | 8  | 10 | 12 | 32 | 45 | −13  |                                                      |
| 12   | HamKam           | 33   | 30 | 8  | 9  | 13 | 34 | 39 | −5   |                                                      |
| 13   | Tromsø           | 33   | 30 | 9  | 6  | 15 | 34 | 44 | −10  |                                                      |
| 14   | Haugesund (O)    | 33   | 30 | 9  | 6  | 15 | 29 | 46 | −17  | Promoción por la permanencia                         |
| 15   | Lillestrøm (D)   | 24   | 30 | 7  | 3  | 20 | 33 | 63 | −30  | Descenso a Primera División de Noruega 2025          |
| 16   | Odds (D)         | 23   | 30 | 5  | 8  | 17 | 26 | 54 | −28  | Descenso a Primera División de Noruega 2025          |

Actualizado a los partidos jugados el 1 de diciembre de 2024.
 Fuente: Soccerway
Notas:
1. ↑  Campeón de la Copa de Noruega 2024.

### Resultados
| Local \ Visitante | BOD | BRA | FRE | HAM | HAU | KFU | KRI | LIL | MOL | ODD | ROS | SAN | SRP | STR | TRO | VIK |
| ----------------- | --- | --- | --- | --- | --- | --- | --- | --- | --- | --- | --- | --- | --- | --- | --- | --- |
| Bodø/Glimt        |     | 5–1 | 2–2 | 3–0 | 4–2 | 2–2 | 4–0 | 5–2 | 1–1 | 3–1 | 2–3 | 1–1 | 6–0 | 1–0 | 4–0 | 1–0 |
| Brann             | 4–1 |     | 0–2 | 1–0 | 1–1 | 2–0 | 2–1 | 2–1 | 1–3 | 2–0 | 3–0 | 2–1 | 1–3 | 0–0 | 4–0 | 1–1 |
| Fredrikstad       | 0–2 | 0–4 |     | 1–0 | 1–0 | 0–0 | 1–1 | 2–1 | 0–0 | 2–0 | 2–2 | 1–0 | 2–2 | 4–1 | 0–0 | 3–2 |
| HamKam            | 1–0 | 1–2 | 0–1 |     | 2–2 | 0–2 | 1–0 | 5–0 | 0–1 | 1–0 | 0–2 | 1–1 | 0–2 | 0–1 | 0–0 | 3–3 |
| Haugesund         | 0–1 | 0–1 | 1–0 | 0–1 |     | 0–1 | 1–0 | 0–2 | 0–3 | 2–1 | 1–3 | 2–1 | 1–2 | 0–0 | 2–0 | 1–0 |
| KFUM              | 1–1 | 0–0 | 1–4 | 1–1 | 0–0 |     | 1–2 | 2–0 | 1–1 | 0–0 | 1–0 | 3–3 | 1–2 | 1–3 | 0–1 | 1–2 |
| Kristiansund      | 2–4 | 2–2 | 3–1 | 1–1 | 2–2 | 1–1 |     | 2–1 | 0–4 | 0–0 | 0–4 | 2–1 | 3–1 | 0–0 | 1–0 | 0–1 |
| Lillestrøm        | 0–5 | 0–2 | 0–3 | 1–1 | 0–1 | 2–1 | 2–3 |     | 1–2 | 3–0 | 1–1 | 0–3 | 2–2 | 3–1 | 0–1 | 1–4 |
| Molde             | 3–3 | 2–1 | 6–1 | 3–0 | 2–1 | 2–3 | 2–0 | 3–0 |     | 1–2 | 2–2 | 0–1 | 2–4 | 4–0 | 5–3 | 2–2 |
| Odds              | 0–2 | 0–3 | 0–2 | 1–2 | 1–2 | 1–3 | 1–1 | 2–1 | 0–4 |     | 1–3 | 2–2 | 1–1 | 2–0 | 1–0 | 3–3 |
| Rosenborg         | 1–3 | 1–2 | 1–1 | 1–0 | 4–0 | 1–3 | 2–1 | 4–0 | 2–1 | 2–1 |     | 2–0 | 1–1 | 1–0 | 1–0 | 2–1 |
| Sandefjord        | 2–1 | 2–2 | 0–1 | 1–2 | 4–3 | 2–1 | 1–0 | 0–1 | 3–1 | 1–0 | 0–1 |     | 4–1 | 2–2 | 1–2 | 0–3 |
| Sarpsborg 08      | 1–2 | 1–1 | 0–1 | 1–7 | 2–2 | 0–2 | 0–2 | 1–0 | 2–2 | 0–1 | 4–1 | 2–1 |     | 1–3 | 2–1 | 1–2 |
| Strømsgodset      | 0–1 | 2–3 | 2–0 | 1–1 | 2–0 | 1–0 | 2–2 | 3–2 | 1–0 | 1–1 | 1–0 | 1–1 | 2–1 |     | 0–1 | 0–1 |
| Tromsø            | 0–0 | 2–4 | 3–0 | 3–3 | 0–1 | 1–2 | 0–0 | 1–2 | 0–2 | 4–0 | 3–2 | 3–0 | 0–3 | 2–0 |     | 2–2 |
| Viking Stavanger  | 1–1 | 1–1 | 1–1 | 3–0 | 5–1 | 1–0 | 2–0 | 1–4 | 1–0 | 3–3 | 4–2 | 3–2 | 1–0 | 5–2 | 2–1 |     |

## Promoción por la permanencia
Se jugará una serie de promoción por la permanencia entre el 14.º de la Eliteserien 2024 y el ganador de la eliminatoria de ascenso de la Primera División de Noruega 2024. El ganador tendrá una plaza en la Eliteserien 2025.
| 5 de diciembre de 2024 | Moss | 0:0     | Haugesund | Estadio Melløs, Moss    |                         |
| 18:30 (UTC+1:00)       |      | Reporte |           | Árbitro(s): Tore Hansen | Árbitro(s): Tore Hansen |

| 8 de diciembre de 2024                                                             | Haugesund               | 2:0 (2:0) (Global 2:0) | Moss | Haugesund Sparebank Arena, Haugesund |                         |
| 14:30 (UTC+1:00)                                                                   | Håpnes 24' · Liseth 34' | Reporte                |      | Árbitro(s): Rohit Saggi              | Árbitro(s): Rohit Saggi |
| Haugesund mantuvo su plaza en la Eliteserien. Moss continúa en la Primera División |                         |                        |      |                                      |                         |

## Goleadores
- Actualizado al 1 de diciembre de 2024[2]

| Pos. | Jugador              | Club             | Goles |
| ---- | -------------------- | ---------------- | ----- |
| 1    | Kristian Eriksen     | Molde            | 14    |
| 2    | Magnus Eikrem        | Molde            | 12    |
| 2    | Lars-Jørgen Salvesen | Viking Stavanger | 12    |
| 2    | Kasper Høgh          | Bodø/Glimt       | 12    |
| 5    | Aune Heggebø         | Brann            | 11    |
| 6    | Ola Brynhildsen      | Molde            | 10    |
| 6    | Morten Bjørlo        | Fredrikstad      | 10    |
| 6    | Johannes Nuñez       | KFUM             | 10    |
| 6    | Ole Sæter            | Rosenborg        | 10    |
| 6    | Zlatko Tripić        | Viking Stavanger | 10    |